# Wereldkampioenschappen tafeltennis 2001
De wereldkampioenschappen tafeltennis 2001 werden van 23 april t/m 6 mei gehouden in de Japanse stad Osaka.
Op het programma stonden, voor het laatst, zeven onderdelen:
- Enkelspel mannen. Regerend kampioen was  Liu Guoliang.
- Enkelspel vrouwen. Regerend kampioen was  Wang Nan.
- Dubbelspel mannen. Regerend kampioenen waren  Liu Guoliang en  Kong Linghui.
- Dubbelspel vrouwen. Regerend kampioenen waren  Wang Nan en  Li Ju.
- Gemengd dubbel. Regerend kampioenen waren  Ma Lin en  Zhang Yingying.
- Team mannen. Regerend kampioen was Zweden.
- Team vrouwen. Regerend kampioen was China.

Vanaf 2003 worden de individuele kampioenschappen in de oneven jaren gespeeld en de team kampioenschappen in de even jaren.
De winnaars mogen zich voor twee jaar (individuele nummers) of drie jaar (teams) wereldkampioen noemen. De verliezend finalist ontvangt de zilveren medaille. De verliezers van de halve finales ontvangen de bronzen medaille. Er wordt dus geen wedstrijd om de 3 plaatst gespeeld.

## Medailles

### Medaillewinnaars
| Onderdeel        | Goud                                                           | Zilver                                                                               | Brons |
| Enkelspel (m)    | Wang Liqin                                                     | Kong Linghui                                                                         | Chiang Peng-lung Ma Lin |
| Enkelspel (v)    | Wang Nan                                                       | Lin Ling                                                                             | Zhang Yining Kim Yun-mi |
| Dubbel (m)       | Wang Liqin Yan Sen                                             | Kong Linghui Liu Guoliang                                                            | Chiang Peng-lung Chang Yen-shu Kim Taek-soo Oh Sang-eun |
| Dubbel (v)       | Li Ju Wang Nan                                                 | Sun Jin Yang Ying                                                                    | Zhang Yining Zhang Yingying Mayu Kawagoe Akiko Takeda |
| Dubbel (gemengd) | Qin Zhijian Yang Ying                                          | Oh Sang-eun Kim Moo-kyo                                                              | Zhan Jian Bai Yang Liu Guoliang Sun Jin |
| Team (m)         | China Kong Linghui Liu Guoliang Liu Guozheng Ma Lin Wang Liqin | België Martin Bratanov Marc Closset Andras Podpinka Jean-Michel Saive Philippe Saive | Zuid-Korea Joo Se-hyuk Kim Taek-soo Lee Chul-seung Oh Sang-eun Ryu Seung-min Zweden Fredrik Håkansson Peter Karlsson Magnus Molin Jörgen Persson Jan-Ove Waldner |
| Team (v)         | China Li Ju Sun Jin Wang Nan Yang Ying Zhang Yining            | Noord-Korea Kim Hyang-mi Kim Hyon-hui Kim Mi-yong Kim Yun-mi Tu Jong-sil             | Zuid-Korea Jun Hye-kyung Kim Moo-kyo Lee Eun-sil Ryu Ji-hae Seok Eun-mi Japan Junko Haneyoshi An Konishi Yuka Nishii Keiko Okazaki Yoshie Takada                 |

### Medailleklassement
Dubbelparen uit verschillende landen gelden ieder als 0,5.
| Plaats | Land           | Goud | Zilver | Brons | Totaal |
| 1      | China          | 7    | 4      | 5     | 16     |
| 2      | Zuid-Korea     | 0    | 1      | 3     | 4      |
| 3      | België         | 0    | 1      | 0     | 1      |
| 3      | Noord-Korea    | 0    | 1      | 0     | 1      |
| 5      | Chinees Taipei | 0    | 0      | 2     | 2      |
| 5      | Japan          | 0    | 0      | 2     | 2      |
| 7      | Noord-Korea    | 0    | 0      | 1     | 1      |
| 7      | Zweden         | 0    | 0      | 1     | 1      |
| Totaal | Totaal         | 7    | 7      | 14    | 28     |